# Guillermo Dierssen
Guillermo Dierssen Gervás (Madrid, 20 de febrero de 1930 - Santander, 6 de enero de 1999) fue un médico español, profesor de la Facultad de Medicina de la Universidad de Cantabria. Neurocirujano pionero en cirugía estereotáxica y creador de la Asociación de Afásicos de Cantabria. Desarrolló gran parte de su trayectoria en el Hospital Universitario Marqués de Valdecilla, en Santander (Cantabria).

## Trayectoria
Realizó sus estudios de Medicina en la Universidad Complutense de Madrid, Licenciándose en Medicina y Cirugía en el año 1950. 
Bajo la dirección del profesor doctor Sixto Obrador Alcalde, dio comienzo a su formación en la especialidad de Neurocirugía  en el Servicio de Neurocirugía del Hospital de la Princesa de Madrid, pero también en los Servicios de Neurocirugía de los hospitales Fundación Jiménez Díaz e Instituto de Ciencias Neurológicas, ambos en la capital.
Completó su formación con estancias en Servicios de Neurocirugía extranjeros: Hôpital de Sant Anne de París, con el profesor Mazars; Hospital St. Barrabás de Nueva York, con los doctores I. S. Cooper y Bermaer, con los cuales se inició en la investigación neuroquirúrgica (años 1959-1961). Tras estos años publicó varios trabajos sobre la enfermedad de Parkinson y Hemibalismo. Obtuvo el nombramiento de instructor en el College de la Universidad de Nueva York rurante su estancia en el Hospital de St. Barnabás 
En 1962, tras su recgreso a Madrid, se reincorpora al Servicio de Neurocirugía de la Fundación Jiménez Díaz, con el profesor Sixto Obrador. Colabora con él en las actividades neuroquirúrgicas del citado servicio y en la organización de los simposios anuales sobre diversos temas de neurocirugía. También junto al profesor Obrador organiza el III Congreso Europeo de Neurocirugía, celebrado en Madrid, en el año 1965.
En 1970 obtiene la plaza de jefe del Servicio de Neurocirugía de la Seguridad Social, Residencia de Cantabria (Santander); Es nombrado jefe del Servicio de Neurocirugía del Hospital Universitario Marqués de Valdecilla de Santander. A partir de dicho momento se dedica a organizar la asistencia neuroquirúrgica en Cantabria, sin abandonar la investigación en el campo de las Neurociencias; también organiza numerosas reuniones sobre diversos temas de neurocirugía, entre los que cabe destacar sobre el cerebelo, gliomas y la epilepsia.
En 1995 funda la Asociación de Afásicos de Cantabria.
En 1998, el Hospital Universitario Marqués de Valdecilla pone su nombre al quirófano en el que operó durante años el doctor Guillermo Dierssen, pues ya había cesado su actividad, aunque seguía investigando.
La Fundación Ramón y Cajal de Madrid le otorga a título póstumo la Medalla Sixto Obrador, año 1999. Además, en el año 2004, la Sociedad Española de Neurocirugía, en su Congreso celebrado en Santander, concede el Premio Guillermo Dierssen para estímulo de los neurocirujanos jóvenes.
Su hija, Mara Dierssen es una neurobióloga, investigadora, profesora universitaria y divulgadora científica española. Es una de las investigadoras más destacadas a nivel mundial en síndrome de Down.

## Publicaciones
- Dierssen Gervás, Guillermo, Revista Clínica Española (1961). “Correlación anatómica del hemibalismo (sobre 116 casos publicados en la literatura)”. p. 283 - 385.
- Dierssen Gervás, Guillermo, Neurology, 11 (1961). “A New method for graphic study of human movements” (en inglés). p. 610-618.
- Dierssen Gervás, Guillermo, Acta Neurochirurgica (1962). Surgical lesions affecting parkinsonian simptomatology. A Clinico-anatomical discussion of two cases” (en inglés). p. 125-133.
- Dierssen Gervás, Guillermo, Neurology (1961). Participation of ipsilateral hemisphere lesions in the patology of hemichorea and hemiballismus (en inglés). p. 894-898.
- Dierssen Gervás, Guillermo, Revista Española de Oto-neuro-oftalmología y Neurocirugía, 22 (1963). Neurosifiología Clínica (en inglés). p. 221-228.
- Dierssen Gervás, Guillermo, Confin Neurology (1965). “Treatment of dystonic and athetoid symptoms by lesions in the sensory portion of the internal capsule”, (en inglés). p. 404-406.
- Dierssen Gervás, Guillermo, Confin Neurology (1967). “The problem of bilateral lesions in stereotaxic surgery”, (en inglés). p. 181-185.
- Dierssen Gervás, Guillermo, Revista Clínica Española, 15-1 . (1968). “Observaciones sobre la influencia de la lesión piramidal en Parkinson por tumor homolateral”,. p. 63- 66.
- Dierssen Gervás, Guillermo, Revista Clínica Española, 15-5 (1968). “Influencia de la estimulación subcortical en el temblor y la riguidez de la enfermedad de Parkinson” (en inglés). p. 513-518;.
- Dierssen Gervás, Guillermo, Journal Neurosurgery, 31-4 (1969). “Sensory and motor responses to stimulation of the posterior cingulated cortex in man” (en inglés). p. 435-440.
- Dierssen Gervás, Guillermo, en Journal Neurosurgery, 49-5 (1978). “Surgical treatment of a mesencephalic tuberculoma. Case report”, (en inglés). p. 753-755.
- Dierssen Gervás, Guillermo, Monografías neuroquirúrgicas de Santander, Santander, Banco de Santander (1979). El Cerebelo. Problemas fisiopatológicos y Clínicos.
- Dierssen Gervás, Guillermo, Acta Neurochirurgica, 69-1 y 2 (1983). “The influence of large descompresive cranniectomy on the outcome of surgical of treatment in spontaneus intracerebral haematomas”,. p. 53-60;.
- Dierssen Gervás, Guillermo, Archivos de Neurobiología, 50-5 (1987). “Gliomas astrocitarios asociados a radioterapia previa”. p. 303-308.
- Dierssen Gervás, Guillermo, Revista Española de Neurología, 3 (1988). “El papel de la reintervención en el tratamiento quirúrgico de los astrocitomas malignos”. p. 317-320.
- Dierssen Gervás, Guillermo, Neurochirurgia, 33-3 (1990). “Three cases of ruptured intracraneal aneurysm in a family”. p. 85-87.
- Dierssen Gervás, Guillermo, Neurocirugía, 9-2 (1998). Estudio comparativo en pacientes operados de glioblastoma y astrocitoma anaplásico". p. 103-107.